# Полководец Ттори (серия мультфильмов)
«Полководец Ттори» (кор. 똘이장군) — дилогия южнокорейских рисованных полнометражных мультфильмов с пропагандой антикоммунизма. Сюжет обоих мультфильмов разворачивается вокруг мальчика по имени Ттори, который борется против так называемых «красных», которых в мультфильме представляют злыми антропоморфными животными: волками, лисицами и даже летучими мышами.
Оба мультфильма были сняты одними и теми же режиссёром и киностудией: Ким Чхон Ги и Сеульским Центром анимации, с перерывом в год. При этом ни один из мультфильмов не был переведён на другие языки.

## «Полководец Ттори»
Основная статья: Полководец Ттори
«Полководец Ттори» (똘이장군 제3땅굴편) — первый фильм серии снятый в 1978 году.
В одной стране живут люди и звери, жестоко угнетаемые «красными», в роли которых выступают антропоморфные волки, лисы и летучие мыши. Правитель «красных» — Пульгын-Твэджи (붉은 돼지, буквально «Красный свин») — живет в огромном мрачном замке, окруженный слугами, и носит маску, чтобы никто не догадался о том, кем он является на самом деле.
Однажды в этом царстве тьмы оказывается мальчик, которого зовут Ттори (똘이, дословно «молодец»). Несмотря на юный возраст, мальчик устраивает ряд диверсий: мешает злым волкам арестовать свою новую подругу, подрывает несколько самолетов и танков, которые Красный свин специально готовил для вторжения. В конце Ттори побеждает самого Свина в рукопашном бою, когда последний приезжает с инспекцией в каторжный лагерь, и прогоняет «красных», подняв знамя свободы.

## Полководец Ттори 2: Шпионские уловки
Основная статья: Полководец Ттори 2: Шпионские уловки
«Полководец Ттори 2: Шпионские уловки» (간첩잡는 똘이장군) — второй и заключительный мультфильм серии. После падения Пульгын-Твэджи люди перестали жить в постоянном страхе и даже основали города, один из которых показан в мультфильме и в который перебрались Ттори и его подруга со своими родственниками. Однако несколько «красных» волков и лисиц продолжают вредить людям. Ттори так же, как и в предыдущем мультфильме не остаётся в стороне и навсегда избавляется от угрозы со стороны «красных».

## Критика
Многие просмотревшие мультфильмы отмечают низкое качество анимации. Также подвергается критике большое количество филлеров, которые не имеют никакого влияния на сюжет и добавлены только для растяжения хронометража.
Согласно первоначальной задумке, дилогия приравнивает всех коммунистов к животным (в частности, Красный Свин — это аллюзия на Ким Ир Сена) и даже корейская википедия утверждает, что мультфильм антикоммунистический и едва ли не призывает протестовать против объединения Кореи.
Тем не менее, несмотря на антикоммунистическую истерию в Южной Корее тех лет, «Полководец Ттори» — это не представитель тогдашнего мейнстрима южнокорейского искусства, а наиболее официозно-государственнически-антикоммунистический его извод.
Существует также мнение, что этот мультфильм и его сиквел были сняты в ответ на знаменитый северокорейский мультсериал «Бурундук и Ёжик», первая серия которого появилась в 1977 году. Однако такая версия довольно сомнительна, как и то, что волки и лисы из второго сезона северокорейского мультсериала списаны с таких же из двух южнокорейских мультфильмов.